# Ben Greenwood
Ben Greenwood (* 30. Juli 1984 in Nether Kellet) ist ein britischer Radsporttrainer und ehemaliger Radrennfahrer.

## Sportlicher Werdegang
Ben Greenwood begann seine internationale Karriere 2005 bei dem britischen Continental Team Recycling.co.uk-MG-Xpower-Litespeed. Im selben Jahr errang er die britischen Meisterschaften im Straßenrennen, im Einzelzeitfahren und am Berg. Bei der Tour of Britain 2006 belegte er in der Bergwertung den zweiten Platz hinter Andy Schleck. Später startete er bei der Straßen-Radweltmeisterschaft in Salzburg beim Straßenrennen der U23-Klasse. Er beendete das Rennen auf dem 127. Platz.
Größere Erfolge konnte Greenwood in seiner Karriere nicht verbuchen. 2013 beendet er seine aktive Radsportlaufbahn.
Nach seinem Rücktritt vom Rennsport wurde Greenwood Radsporttrainer. Nachdem er drei Jahre als Ausdauer-Trainer im Nachwuchsteam der britischen Nationalmannschaft tätig gewesen war, wurde er im März 2022 als Nationaltrainer für das britische Bahnradsportteam im Ausdauerbereich berufen.

## Erfolge
2005
- Britischer Meister (U23) – Straßenrennen, Einzelzeitfahren
- Britischer Meister – Bergmeisterschaft